# Léon Dupont
Léon Dupont (1881 - 1956) fue un atleta belga que compitió principalmente en el salto de altura sin impulso.
Él representó a Bélgica en los Juegos Olímpicos intercalados en Atenas, Grecia, el año 1906 en el salto de altura sin impulso, donde ganó la medalla de plata en forma conjunta con el par estadounidense Lawson Robertson y Martin Sheridan y por detrás de la vedette del atletismo estadounidense Ray Ewry.